# أندريه كوليسنيك
أندريه إيفانوفيتش كوليسنيك (ولد في 26 فبراير 1960 ، كالينينجراد) هو رجل دولة وسياسي روسي. عضو مجلس دوما كالينينغراد الإقليمي (منذ عام 2018)، وعضو سابق مجلس الدوما السادس ‏ (2011-2016)، وعضو في حزب روسيا الموحدة، وعضو في لجنة مجلس الدوما للنقل. رئيس مجلس إدارة ميناء كالينينجراد البحري التجاري.
و بسبب دعمه لانتهاك السلامة الإقليمية لأوكرانيا خلالالحرب الروسية الأوكرانية ، فإنه يخضع لعقوبات دولية شخصية من جميع دول الاتحاد الأوروبي وبريطانيا والولايات المتحدة الأمريكية وكندا وسويسرا وأستراليا واليابان وأوكرانيا ونيوزيلندا.

## السيرة الذاتية
ولد أندريه كوليسنيك في 26 فبراير 1960 في مدينة كالينينغراد، في عائلة قبطان بحرى ومعلم تاريخ. تخرج من المدرسة الثانوية 49.

### حياته العسكرية
درس في مدرسة كالينينغراد البحرية العليا في كلية كالينينغراد للملاحين. في عام 1979 تم نقله إلى لينينغراد ، إلى مدرسة الغوص البحرية العليا التي سميت على اسم لينينسكي كومسومول. في عام 1982 حصل على دبلوم التعليم العالي وأصبح ضابطًا بحريًا في اتحاد الجمهوريات الاشتراكية السوفياتية.
بعد الدراسة، تم إرسال أندريه كوليسنيك للخدمة في سرب الغواصة الرابع عشر لأسطول البلطيق في مدينة ليبايا . تم تعيينه كملاح في غواصة مشروع 629 تعمل بالديزل والكهرباء المزودة بصواريخ باليستية. في عام 1983 تم نقله إلى الجزء المغلق من البحرية في قرية باروسنوي. حيث قاد وحدة من القوات الخاصة هناك لمدة ثماني سنوات.
في عام 1991، أُصيب أثناء القفز بالمظلات. جراء عدم قدرته على أداء الخدمة العسكرية ، و تم نقله إلى مدرسة كالينينغراد البحرية العليا. و في عام 1993، تم تسريحه إلى احتياطى فائض العمالة.

### حياته الرياضية
في السنوات الدراسية عمل في قسم المصارعة الحرة تحت إشراف المدرب المحترم لاتحاد الجمهوريات الاشتراكية السوفياتية جرانيت توروبين . و في سن 16، مرشحًا لدرجة الماجستير في الرياضة في اتحاد الجمهوريات الاشتراكية السوفياتية في المصارعة الحرة.
في عام 1991، أصبح واحدًا من أوائل الحاصلين على درجة الماجستير في الرياضة في الاتحاد السوفيتي في القتال اليدوي. حيث فاز بجائزة البطولات الأوروبية في المسابقات الدولية. فهو مدرب مشهور لروسيا في القتال العالمي. كمدرب قام بتدريب أبطال العالم وأوروبا في القتال العالمي.و كان رابع دان الحزام الأسود في الكاراتيه.
منذ عام 2014، تستضيف كالينينغراد بطولة سنوية حول القتال العالمي للحصول على جوائز أندريه كوليسنيك.

### حياته المهنية
في عام 2000، أكمل دراسته في جامعة ولاية كالينينغرادفي القانون.
في عام 2003 تم انتخابه كرئيس لمجلس إدارة OAO Kaliningrad Commercial Sea Port. و في نهاية عام 2011، بعد انتخابه لعضوية مجلس الدوما، تم إعفاؤه من مهامه كرئيس وعزل من المجلس. وبعد انتهاء صلاحيات نائب مجلس الدوما، عاد إلى منصب الرئيس و رئيس مجلس إدارة «ميناء كالينينغراد التجاري البحري» التابع للجنة الخدمات المشتركة.
في يوليو 2023، استوفت محكمة مقاطعة كالينينغراد المركزية دعوى المدعي العام ضد النائب. حيث اتُهم كوليسنيك بالجمع بشكل غير قانوني بين النشاط البرلماني وحيازة وإدارة ميناء كالينينغراد من خلال الأقارب والأمناء. قررت المحكمة استرداد 370 مليون روبل منه، وكذلك أخذ حوالي 52 ألف سهم من الميناء لإيرادات الدولة. و جدير بالذكر أن النائب السابق لا يوافق على القرار ويخطط لاستئنافه.

### حياته السياسية
وفي انتخابات مارس 2011، اُنتخب نائبا لمجلس النواب في مدينة كالينينغراد. وكان رئيس اللجنة الدائمة المعنية بالميزانية والمالية والضرائب والسياسة الاقتصادية والممتلكات البلدية.
و من عام 2011 إلى عام 2016، شغل منصب سكرتير مكتب كالينينغراد الإقليمي لبرنامج الأغذية العالمي " روسيا المتحدة ". كما أنه منذ عام 2017، كان هو النائب الأول لأمين مكتب الحزب الإقليمي.
في ديسمبر 2011، ترشح على قوائم «روسيا الموحدة» لعقد مجلس الدوما السادس ، و نتيجة لتوزيع الولايات التي انتخب نائبا لها. انتهت فترة ولايته في 1 ديسمبر 2016. حيث كان عضوًا في لجنة النقل بمجلس الدوما، وكان أيضًا عضوًا في مجلس الدفاع للدوما. شارك في صياغة 7 مبادرات تشريعية وتعديلات على مشاريع القوانين الفيدرالية، والتي اكتسبوا منها صفة القانون. من بين مشاريع القوانين التي تم تبنيها تشديد العقوبة على التعدين غير القانوني للعنبر. و جدير بالذكر أنه خلال الفترة البرلمانية، من 2012 إلى 2015، أُدرج بأمر من حكومة روسيا الأتحادية في الكلية البحرية لحكومة روسيا الأتحادية.
و في انتخابات سبتمبر 2018، تم انتخابه نائباً لعضوية دوما كالينينغراد الإقليمية. حيث تتطرق لقضايا تنظيم تعريفات التدفئة في بالتيسك وتعويض نفقات السكان قبل تغويز المنطقة.
و يذكر أنه في سبتمبر 2021، تم انتخابه لعضوية مجلس دوما الدولة للدورة الثامنة في مركز الاقتراع رقم 97 (كالينينغراد) من «روسيا الموحدة».

## العقوبات الدولية
نظرًا لانتهاك السلامة الإقليمية لأوكرانيا واستقلالها خلال الحرب الروسية الأوكرانية ، فإنه يخضع لعقوبات دولية شخصية من مختلف البلدان.
في 23 فبراير 2022، تم إدراجه على قوائم عقوبات دول الاتحاد الأوروبي بسبب الإجراءات والسياسات التي تقوض سلامة أوكرانيا و وحدة أراضيها وتزيد من زعزعة استقرار أوكرانيا .
وفى 24 فبراير 2022، أدرج في قائمة العقوبات لكندا «المقربين من النظام» للتصويت على الاعتراف باستقلال «ما يسمى بالجمهوريات في دونيتسك ولوغانسك».
في 24 مارس 2022، على خلفية الغزو الروسي لأوكرانيا ، تم إدراجه في قائمة العقوبات الأمريكية بسبب «التواطؤ في حرب بوتين» و «دعم جهود الكرملين لغزو أوكرانيا» ،كما قالت وزارة الخارجية الأمريكية إن نواب دوما يستخدمون سلطاتهم لملاحقة المعارضين و المعارضين السياسيين، وانتهاك حرية المعلومات وتقييد حقوق الإنسان والحريات الأساسية للمواطنين الروس.
ولأسباب مماثلة، فإنه يخضع لعقوبات سويسرية منذ 25 فبراير 2022. و يخضع لعقوبات أسترالية منذ 26 فبراير 2022. و عقوبات بريطانية منذ 11 مارس 2022. بالإضافة إلى عقوبات نيوزيلندا منذ 18 مارس 2022. و منذ 12 أبريل 2022، تحت العقوبات الشخصية لليابان.كما أنه بمرسوم صادر عن رئيس أوكرانيا فولوديمير زيلينسكي ، منذ 7 سبتمبر 2022 ، كان تحت عقوبات أوكرانيا.

## العائلة
متزوج ولديه أربعة أبناء.

## الجوائز
حصل أندري كولسنيك على امتنان رئيس روسيا الأتحادية، وامتنان رئيس الوزراء الروسي، وخطاب الشرف لرئيس مجلس الدوما، وامتنان نائب رئيس مجلس الدوما.
كما حصل على وسام «لخدمات مدينة كالينينغراد»، وسام «للحصول على خدمات لمنطقة كالينينغراد»، وسام « الذكرى السبعين لمنطقة كالينينغراد».